# Princess O'Rourke
 Princess O'Rourke és una pel·lícula estatunidenca dirigida per Norman Krasna, estrenada el 1943.

## Argument
La princesa Maria (Olivia De Havilland) i el seu oncle Holman (Charles Coburn) són forçats a marxar a l'exili a la Ciutat de Nova York quan el seu país és envaït pels nazis a la Segona Guerra Mundial. Holman està ansiós de casar la seva neboda i que tingui un hereu masculí tan aviat com sigui possible, però ella no està interessada en la seva elecció, el Comte Peter de Candome (Curt Bois).
En un vol a San Francisco, la princesa pren massa somnífers. Quan l'avió és forçat a tornar a Nova York, Maria està adormida. El pilot, Eddie O'Rourke (Robert Cummings), se'n fa càrrec amb la impressió que és només una criada. Fan amistat i s'enamoren.

## Repartiment
- Olivia de Havilland: Princesa Maria/Mary Williams
- Robert Cummings: Eddie O'Rourke
- Charles Coburn: Holman, l'oncle de Maria
- Jack Carson: Dave Campbell
- Jane Wyman: Jean Campbell
- Harry Davenport: Jutge de la cort suprema
- Gladys Cooper: Miss Haskell
- Minor Watson: M. Washburn
- Nan Wynn: La cantant del Night-club
- Curt Bois: Comte Peter de Candome
- Ray Walker: G-Man
- Frank Puglia (no surt als crèdits): El propietari del cafè grec

## Crítica
Comèdia d'amor amb les complicacions usuals en la qual la protagonista de 27 anys ha de fer una vegada més el paper d'adolescent. Notable és una aparició curta de Franklin D. Roosevelt, durant la cerimònia de casament a la Casa Blanca.

## Premis i nominacions

### Premis
- 1944. Oscar al millor guió original per Norman Krasna